# Лудвиг V (Хесен-Дармщат)
Лудвиг V (на немски: Ludwig V. von Hessen-Darmstadt, „der Getreue“, * 24 септември 1577 в Дармщат, † 27 юли 1626 близо до замък Рейнфелс) от род Дом Хесен е ландграф на Хесен-Дармщат от 1596 до 1626 г. Заради предаността му към императора той получава допълнителното име „Верния“.
Той е най-големият син на ландграф Георг I от Хесен-Дармщат (1547– 1596) и първата му съпруга Магдалена фон Липе (1552 – 1587), дъщеря на граф Бернхард VIII цур Липе (1527 – 1563).
След смъртта на баща му Лудвиг и братята му Филип и Фридрих получават Хесен-Дармщат през 1597 г. от император Рудолф II. Малко след това той поема сам управлението като обещетява братята си финансово. През Тридесетгодишната война Лудвиг е на страната на императора.
През 1604 г. след смъртта на бездетния му чичо Лудвиг IV той наследява половината от Хесен-Марбург, а другата половина получава Мориц фон Хесен-Касел, с когото има тежки конфликти за наследството поради религиозни причини през Тридесетгодишната война.
През 1605 г. Лудвиг V основава в Гисен „Gymnasium illustre“ (illustre et principale Gymnasium Gissense) с латинско училище (Paedagogium). На 19 май 1607 г. император Рудолф II дава на гимназията университетски патент. Гимназията („Gymnasium illustre“) става „Академия Гисена“ („Academia Gissena“), която по-късно се нарича до 1945 г. Университет Лудвиг (на лат.: „Ludoviciana“).
Съпругата му Магладена умира в Дармщат на 4 май 1616 г. От мъка по нея Лудвиг прави поклонение от 1618 до 1619 г. в Светите земи. Лудвиг умира на 49 години на 27 юли 1626 г. по време на обсадата замък Рейинфелс.

## Фамилия
Лудвиг V се жени на 14 юни 1598 г. в Берлин за принцеса Магдалена фон Бранденбург (1582 – 1616) , дъщеря на курфюрст Йохан Георг фон Бранденбург (1525 – 1598) от фамилията Хоенцолерн и съпругата му Елизабет фон Анхалт (1563 – 1607). Той има с нея пет сина и седем дъщери:
- Елизабет Магдалена (1600 – 1624), ∞ 1617 херцог Лудвиг Фридрих фон Вюртемберг-Мьомпелгард (1586 – 1631)
- Анна Елеонора (1601 – 1659), ∞ 1617 херцог Георг фон Брауншвайг-Люнебург (1582 – 1641)
- Мари (1602−1610)
- София Агнес (1604 – 1664), ∞ 1624 пфалцграф Йохан Фридрих фон Зулцбах (1587−1644)
- Георг II (1605 – 1661), ландграф на Хесен-Дармщат, ∞ 1627 принцеса София Елеонора Саксонска (1609 – 1671)
- Юлиана (1606 – 1659), ∞ 1631 граф Улрих II фон Източна Фризия (1605 – 1648)
- Амалия (1607 – 1627)
- Йохан (1609 – 1651), ландграф на Хесен-Браубах, ∞ 1647 графиня Йоханета фон Сайн-Витгенщайн (1626 – 1701)
- Хайнрих (1612 – 1629)
- Хедвиг (1613 – 1614)
- Лудвиг (*/† 1614)
- Фридрих (1616 – 1682), кардинал, княжески епископ на Бреслау (1671 – 1682)

Освен това Лудвиг е баща на извънбрачен син:
- Лудвиг фон Хорнек (1600 – 1667), лекар, юрист и автор, ректор на университет Майнц (1658 – 1659)[3]